# DFB-Supercup 1995
DFB-Supercup 1995 bylo historicky deváté jednozápasové utkání každoročně pořádané soutěže zvané DFL-Supercup. Účastníci soutěže byli dva - vítěz německé Bundesligy sezony 1994/95 Borussia Dortmund se utkala s vítězem německého poháru DFB-Pokal za sezonu 1994/95, kterým byla Borussia Mönchengladbach.
Utkání, které se odehrálo 5. srpna 1995 na Rheinstadionu v Düsseldorfu, rozhodl jediným gólem brazilský stoper Júlio César a jeho tým Borussia Dortmund se tak stal vítězem tohoto ročníku DFB-Supercupu. 

## Detaily zápasu
| 5. 8. 1995        |               |                          |                                                               |
| Borussia Dortmund | 1 : 0 (0 : 0) | Borussia Mönchengladbach | Rheinstadion, Düsseldorf diváci: 40 000 rozhodčí: Markus Merk |
| Júlio César 71'   | Report        |                          | Rheinstadion, Düsseldorf diváci: 40 000 rozhodčí: Markus Merk |